# Lucy Cane
Pour les articles homonymes, voir Cane.
Lucy Canne CBE (vers 1866 - 23 avril 1926) est une fonctionnaire irlandaise.

## Biographie
Lucy Canne est née Mary O'Brien vers 1866, probablement dans Cahirmoyle, dans le comté de Limerick. Elle est la troisième et dernière enfant d'Edward William et de son épouse Mary Spring O'Brien. Elle a un frère Dermod et une sœur Nelly. Son grand-père paternel est William Smith O'Brien et Marie Spring Rice est sa cousine maternelle. Mary O'Brien est éduquée à la maison. Après la mort de sa mère, de la tuberculose, les trois frères et sœurs sont élevés par leur tante, Charlotte Grace O'Brien,,.
En 1894, elle épouse un ami d'enfance de son frère, l'avocat et administrateur Arthur Beresford Cane. Le couple a deux filles. O'Brien a rejoint le Voluntary Aid Detachment (VAD) de la Croix-Rouge britannique, servant au siège de 1914 à 1917 sous la direction de Katharine Furse. Finalement, elle déménage en Angleterre et devient directrice adjointe du VAD. Elle prend sa retraite en 1919 et est faite dame commandeur de l'ordre de l'Empire britannique (CBE). Elle meurt à Londres le 23 avril 1926.
Une partie de sa correspondance est conservée avec celle de sa famille à la Bibliothèque nationale d'Irlande. Le mari de Katharine Furse, Charles Wellington Furse, a peint un portrait de Cane.